# チェコスロバキア国鉄560系電車
チェコ鉄道560系電車は、チェコ鉄道の交流近郊形電車である。

## 概要
560系電車は、元々チェコ南部・スロヴァキア西部の交流電化路線用として、1970年-71年に「ヴァゴンカ・タトラ・ストゥデーンカ」の工場にて誕生した。本形式は、1966年には既に製造されていてSM 487.0の系列名が与えられていた、3両編成制御車つき試作ユニット2編成の量産形である。軸圧が異なる理由で、SM 488.0という別の系列名が与えられた。開発では、設計者が直流システム向けのEM 475.0系とEM 475.1系での実績を明らかにした。量産では、この編成が、先頭の電動車2両と付随車3両、計5両編成での設計で供給された。車体の設計は、460系直流列車にも使用された。
この列車の特徴（460系と異なる点）は、二軸の集合ドライブである点である。駆動モーターは車体に設置され、回転モーメントはカルダン軸を通してシャーシの両軸に伝えられる。ひずみシャーシは、名前の通り、吊り掛けモーターの通常使用と比べて、運行の車両特性の向上と線路の影響の制限を目標としていた。動力制御は、当初の設計では、位相制御と変圧器二次巻線の4部分の接点無し切換を組み合わせたサイリスタ整流器により実現している。
試作車は、チェコスロバキア国鉄にとっては突破口であったにもかかわらず、交通省の保守的な態度のために、3両編成のプッシュプルという不十分なキャパシティで構成された。異なる系列の電動車と付随車の組合せなども含めて編成に自由度があり、結果的に車両数増となる様、当時の現行車両と共通の設計とした。しかし、主流はかつての低床車に回帰し、10年前には既に直流車EM457.1系に低床車が組み込まれていた。この点が今日まで560系最大の弱点で、徐々に「レギオパンター」車両に代替されていった。残った560系車両は徐々にブルノの郊外路線に集約されつつある。
列車は17編成が製造され、ブルノ（チェコ）とトルナヴァ（スロバキア）の機関区に配置され、現在も運行している。最初は異なる運転制御システムもあった試作編成は、設計の近いシリーズの1編成と接続・再構成された。2003年から2005年にかけて、ウースチーの460系列車の付随車がブルノの列車に組み合わされ、列車は6両編成となった。2008年、チェコ鉄道が、以前鉄道企業体スロバキアに所属していたスロバキアの電車560.015と560.019を、063形付随車4両とともに購入した。
2002年、シュンペルクのパルス・ノヴァ社は、チェコ鉄道用の列車近代化、他にポロヴォヂチェ社の半導体インバーターの設置を始めた。ここで動力制御はIGCTサイリスタを使用している。2009年までに、6両編成を6本近代化した。次の4編成の更新（現在運行していないスロバキアからの購入車560.015/019を含む）は2010年9月に入札が公示された。2015年、560.023/024編成が赤 - クリーム色のデザインの古い塗装で塗色された。

## 構造

### 車内
２扉デッキ付き、固定クロスシート（ボックスシート）である。